# ジャージー・デビル

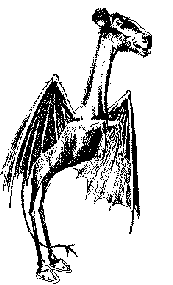
フィラデルフィア・イヴニング・ブレティン紙上で1909年1月に報告されたジャージー・デビルの図

ジャージー・デビル（英語：Jersey Devil）は、米国ニュージャージー州一帯で古くから報告されているUMA。リーズ・ポイントの悪魔またはリーズ家の悪魔とも呼ばれる。

## 概要
体長1 - 1.8mほど、馬、羊または鹿に似た顔で、真っ赤な目を持つ。胴体は黒っぽい毛で覆われており、背中にはコウモリを思わせる翼が生えており、空を飛ぶ。尻には細長い尾がある。路上や建物の屋根に馬のひづめのような足跡を残す。
一説によれば、1735年、同州南部のパインバレンズ（松類荒原）に住んでいたリーズ家の母親が13番目の子を出産する際に大変な難産であったため、「こんなに苦しませる子なら悪魔が生まれてくればいい」と冗談で言った所、ようやく生まれた13番目の子供は母親の腕の中で、突如怪物へと変身し、そのまま天井を突き破り飛び去ったという。生まれるや翼と尾と鉤爪をはやし、パインバレンズに飛んでいったともいう。
この「リーズ家の母親」に関してはデボラ・リーズという実在人物がおり、1736年時点で夫のジャフェットとのあいだに少なくとも12人の子供がいた女性なので、これが悪魔の母なる女性に比定されることがある。
これ以外にも、多くの異説が存在する（人名も場所もさまざまである）。
例えば、実際に起きたのはリーズ・ポイントではなく、エステヴィルだともされ、リーズという女性がその出産をしたのは1855年だった、とする民俗学者の記述も見える。そのまとめでは、妊娠中の女性は、いっそコウノトリが悪魔を持ってくればいい、とのたまい、はたして有翼の新生児が生まれ窓から飛び去ったが、ときおりまたやってくるのを追い払っていた、という。

### 目撃情報
1778年、スティーヴン・ディケーター海軍代将が砲弾テストを行うためハノーバー鉄工所を訪問している際遭遇。発砲したところ、弾は翼膜を貫通したがそのままどこかへ消えたという。
1820年代に元スペイン国王ジョゼフ・ボナパルトがニュージャージーの地所で目撃した。
1909年1月16日から1月23日の8日間には目撃事件が集中発生し、出没地域は30以上にも上った。このときは都市部でも目撃され、フィラデルフィアなどでも大騒ぎになった。21日には、市街電車が襲撃されたため武装した警備員が出動する事態となった。また、この騒動に際して目撃証言が西海岸側のカリフォルニア州にまで及んだり、カンガルーに細工を施し見世物として公表した例もある。
1980年ニュージャージー州南部に現れ、家畜を襲い、この際にも馬のひづめに似た足跡を残した。
1993年12月にはニュージャージー州の自然公園管理者ジョン・アーウィンが、森のパトロール中に二本足で立つ怪物に遭遇した。この生物はジョン・アーウィンズ・ウォートンステートフォレスト・モンスター（John Irwin’s Wharton State Forest monster）と呼ばれ、正体は鹿であった可能性がある。
最近では2007年、2008年にも目撃情報がある。

## 正体
その正体としては、
- 中生代に棲息した翼竜の生き残り説[12]。
- アフリカに生息するウマヅラコウモリ説[注 2][13][14]
- ミミズク（アメリカワシミミズク）やクマの誤認説[10]。

などが挙げられている。

## 関連作品
- テレビドラマ『Xファイル』シーズン1第5話『ジャージー・デビル』
- 映画『ジャージー・デビル・プロジェクト』(The Last Broadcast) 1998年 米、監督ステファン・アヴァロス／ランス・ウィーラー
- ゲーム『ジャージーデビルの大冒険』プレイステーション、1999年コナミ
- 映画『デビルズ・フォレスト 悪魔の棲む森』(THE BARRENS)2012年 米、【監督・制作・脚本】ダーレン・リン・バウズマン
- 『唐沢なをきの幻獣事典』（漫画。作：唐沢なをき）